# Giuseppe Vives
Giuseppe Vives (Afragola, Nápoles, Italia, 14 de julio de 1980) es un futbolista italiano que juega como centrocampista en el Virtus Afragola de la Eccellenza Campania.

## Carrera

### Lecce
En el verano de 2006 se trasladó al Lecce. En la temporada 2006-07, se convirtió en un jugador crucial del centro del campo del club. Marcó su primer gol contra el Triestina.
En la temporada 2007-08 fue uno de los protagonistas del ascenso del Lecce a la Serie A, anotando 4 goles y aportando numerosas asistencias, incluyendo 2 goles que le permitieron al Lecce llegar a los play-offs.
El 31 de agosto de 2008 hizo su debut en la Serie A contra el Torino y el 28 de enero de 2009 anotó su primer gol en la máxima categoría contra el Chievo Verona. Sin embargo, el Lecce descendió a la Serie B.
La siguiente temporada el Lecce volvió a ascender a la Serie A. El entrenador Luigi De Canio mostró una gran confianza en él y su calidad de juego, quien terminó la temporada con 38 partidos y 2 goles. Vives fue instaurado como vice-capitán del equipo y al final de la temporada fue votado por el diario La Gazzetta dello Sport como el mejor centrocampista de la Serie B.
El 3 de octubre de 2010 llevó puesto el brazalete de capitán por primera vez en la victoria por 1-0 ante el Catania. El equipo logró la salvación en la penúltima jornada de la temporada.

### Torino
El 14 de julio de 2011 se trasladó al Torino. Hizo su debut el 13 de agosto de 2011 en la Copa Italia contra el Lumezzane. Anotó su primer gol con el club el 10 de diciembre de 2011 contra el Pescara.

## Clubes
| Club             | País   | Temporada   |
| ---------------- | ------ | ----------- |
| Sant'Anastasia   | Italia | 1997 - 2000 |
| Juve Stabia      | Italia | 2000 - 2001 |
| Ancona           | Italia | 2001 - 2003 |
| Nardò (cedido)   | Italia | 2002        |
| Taranto (cedido) | Italia | 2002 - 2003 |
| Giugliano        | Italia | 2003 - 2006 |
| Lecce            | Italia | 2006 - 2011 |
| Torino           | Italia | 2011 - 2017 |
| Pro Vercelli     | Italia | 2017 - 2018 |
| Ternana          | Italia | 2018 - 2019 |
| Virtus Afragola  | Italia | 2019 -      |

## Palmarés
Lecce
- Serie B: 2009-10